# Fabian Hürzeler
Fabian Marc Hürzeler (Houston, 26 de fevereiro de 1993) é um treinador e ex-futebolista teuto-americano que atuava como volante. Atualmente comanda o Brighton & Hove Albion.

## Carreira como jogador
Após jogar no Helios Daglfing, Hürzeler ingressou nas categorias de base do Bayern de Munique aos 11 anos e passou por todas as equipes juvenis até 2012, quando já havia sido promovido ao time B um ano antes. Ele ainda jogaria pelas equipes reservas de Hoffenheim e Munique 1860  antes de passar por Pipinsried (onde acumulou também a função de treinador) e Eimsbütteler nas divisões amadoras da Alemanha, entre 2016 e 2022, ano em que encerrou sua carreira de jogador.

## Carreira internacional
Nascido em Houston, Hürzeler representou as seleções de base da Alemanha entre 2008 e 2011.

## Carreira como treinador
Depois de sair do Munique 1860, o volante, que estava ensaiando uma transição para ser técnico (Emre Can, que havia jogado com Hürzeler no Bayern II, tinha previsto "uma grande carreira de treinador" para o então companheiro de time), foi para o Pipinsried, equipe da Bayernliga Süd (quinta divisão), onde exerceria as funções de jogador e técnico. Sob seu comando, o time subiu para a Regionalliga Bayern (quarta divisão), onde permaneceu durante 2 temporadas - ele ainda acumulou os trabalhos no Pipinsried com as seleções Sub-20 e Sub-18 da Alemanha, onde exercia a função de auxiliar-técnico.
Em 2020, foi anunciado como auxiliar do St. Pauli, além de jogar pelo Eimsbütteler, time da sexta divisão alemã. Com a saída de Timo Schultz do comando técnico dos Piratas, assumiu interinamente o cargo em dezembro de 2022 e, depois de uma sequência de bons resultados, foi efetivado e tornou-se o mais jovem treinador da temporada 2022–23 da segunda divisão alemã, aos 29 anos. Hürzeler tirou o St. Pauli das últimas posições e colocou a equipe na briga por uma vaga na Bundesliga após vencer 10 jogos seguidos até abril de 2023, quando recebeu a Licença Pro da UEFA. Em março de 2024, renovou seu contrato com o St. Pauli, que obteve o acesso à primeira divisão nacional em maio.
Em junho, foi anunciado como novo treinador do Brighton & Hove Albion, substituindo o italiano Roberto De Zerbi, tornando-se o mais jovem técnico efetivo da história da Premier League, aos 31 anos.

## Vida pessoal
Hürzeler é filho de um suíço e de uma alemã, tendo nascido quando os pais trabalhavam nos Estados Unidos, e se mudou para a Alemanha aos 2 anos. Possui tripla cidadania (alemã, americana e suíça).

## Títulos
St. Pauli
- 2. Bundesliga: 2023–24